# Reha Erginer
Reha Kemal Erginer (* 1. April 1970 in Manisa) ist ein ehemaliger türkischer Fußballspieler und heutiger Fußballtrainer.

## Spielerkarriere
Erginer kam 1970 in Manisa zur Welt und begann hier mit dem Vereinsfußball in der Jugend von Manisaspor. In den Achtzigern wurde er dann in die Profimannschaft aufgenommen und war für diese bis zum Ende der Saison 1990/91 tätig.
Anschließend wechselte er zu Göztepe Izmir. Nach einem Jahr bei Göztepe spielte er etwa zehn Spielzeiten lang bei diversen Vereinen der Ägäisregion in den unteren türkischen Ligen und beendete im Sommer 2001 seine aktive Laufbahn.

## Trainerkarriere
Nach seiner aktiven Laufbahn entschied er sich, Fußballtrainer zu werden. Zuerst arbeitete er ab Sommer 2002 als Co-Trainer von Reha Kapsal und begleitete ihn bei Kayserispor, Ankaraspor und MKE Ankaragücü. Nach dem Weggang von Kapsal von Ankaragücü war Erginer hier bis 2010 als Co-Trainer tätig.
Zur Saison 2010/11 holte ihn Kapsal zu seiner neuen Wirkungsstätte zu Manisaspor. Nach der Entlassung von Kapsal verließ auch Erginer den Verein.
Am 1. März 2012 wurde er als neuer Cheftrainer von Manisaspor vorgestellt und ersetzte den zurückgetretenen Ümit Özat. Er übernahm den Verein in den Abstiegsrängen und konnte ihn zum Saisonende vor dem Abstieg nicht bewahren. In die TFF 1. Lig abgestiegen blieb er weiterhin Trainer der Mannschaft und erreichte mit dieser die Herbstmeisterschaft der Saison. In der Rückrunde verlor er mit seiner Mannschaft den Anschluss an die Tabellenspitze, erreichte aber noch am letzten Spieltag die Teilnahme an der Playoffphase. In den Playoffs erreichte man das Finale, unterlag hier Konyaspor mit 1:2 und verpasste so den direkten Wiederaufstieg in die Süper Lig auch in letzter Instanz. Nach Saisonende verlängerte der Verein den Vertrag mit Erginer. Ein Monat nach dieser Vertragsverlängerung, lösten beide Seiten den Vertrag auf. Als Grund wurden die nicht erfüllten Transfervorstellungen des Trainers angegeben.
Im Sommer 2014 wurde er als neuer Cheftrainer vom Zweitligisten Boluspor vorgestellt und trainierte den Verein die Saison 2015/16. Im März 2016 löste er beim Zweitligisten Balıkesirspor den entlassenen Fikret Yılmaz als Cheftrainer ab. Er selbst verließ den Verein Ende September 2016.
Am 28. September 2017 übernahm Erginer den Ägäisklub Denizlispor. Aufgrund von Erfolglosigkeit wurde der Vertrag am 6. Februar 2018 in gegenseitigem Einverständnis vorzeitig aufgelöst.